# Каллум Гарріотт
Каллум Кайл Гарріотт (англ. Callum Kyle Harriott, нар. 4 березня 1994, Лондон) — гаянський футболіст, фланговий півзахисник клубу «Колчестер Юнайтед». Виступав, зокрема, за клуби «Чарльтон Атлетик» та «Редінг», а також національну збірну Гаяни.

## Клубна кар'єра

### «Чарльтон Атлетик»
Народився 4 березня 1994 року в Норбурі, північно-західній частині Лондона. Навчався у Вищій технічній школі Стенлі та Школі св. Ендрю в Кройтоні. Вихованець футбольної школи клубу «Чарльтон Атлетик». Дебютуваву футболці «Аддікс» 25 квітня 2011 року в переможному (3:1) поєдинку Першої ліги на Веллі проти «Рочдейл». Каллум замінив наприкінці другого тайму Діна Парретта. А два дні потому, в останньому турі чемпіонату 2010/11, проти «Гартпула», вперше вийшов у стартовому складі «Чарльтона».
Незважаючи на те, що він не грав у першій команді «Чарльтона» у сезоні 2011/12 років (за підсумком якого команда підвищилася в класі), дебютував у Чемпіоншипі на 74-хвилині, замінивши випускника академії клубу Скотта Вагстафа, в переможного (2:1) поєдинку проти «Блекпула». Дебютним голом у футболці «Атлетика» відзначився 9 березня 2013 року в переможному (1:0) виїзному поєдинку проти «Гаддерсфілд Таун». Вдруге у футболці «Чарльтона» відзначився голом 13 квітня 2013 року в переможному (6:0) виїзному поєдинку проти «Барнслі», який на той час грав у 9-х. Гарріотт став одним з шести різних авторів голів. 17 травня 2013 року підписав з клубом новий 3-річний контракт. 3 травня 2014 року відзначився своїм дебютним хет-триком у футболці «Аддікс», у переможному (3:0) поєдинку на Блумфілд Роуд проти «Блекпула»
28 серпня 2015 року відправився в оренду до «Колчестер Юнайтед», де його з радістю зустріли місцеві вболівальники. 2 січня 2016 року повернувся у «Чарльтон Атлетик».

### «Редінг»
5 серпня 2016 року підписав 3-річний контракт «Редінгом», про суму відступних сторони не повідомили. Дебютним голом у новій команді відзначився 23 серпня 2016 року в переможному (4:3, серія післяматчевих пенальті) поєдинку Кубку ФЛ проти «Мілтон-Кінз Донз». По завершенні сезону 2018/19 років «Колчестер» відмовився від послуг Каллума. 8 травня 2019 року Гарріотт підтвердив, що по завершенні сезону 2018/19 років залишає «Редінг».

### «Колчестер Юнайтед»
5 вересня 2019 року Гарріотт повернувся до «Колчестер Юнайтед», підписавши з клубом 2-річний контракт. Дебютував у новій команді 19 жовтня 2019 року, в програному (0:1) домашньому поєдинку 2-о туру чемпіонату проти «Моркема», в якому провів на футбольному полі 60 хвилин. Дебютним голом після повернення до Колчестера відзначився 21 грудня 2019 року в переможному (3:0) поєдинку проти «Карлайл Юнайтед».

## Виступи за збірні
2 травня 2013 року головний тренер юнацької збірної Англії (U-19) Ноель Блейк викликав Каллума для участі в поєдинках елітраунду юнацького чемпіонату Європи (U-19) проти Бельгії, Грузії та Шотланді. Загалом на юнацькому рівні взяв участь у 3 матчах.
На міжнародному рівні Гарріотт ма право представляти Гаяну або Ямайку. У березні 2019 року отримав виклик до збірної Гаяни на матч проти Белізу, в якому вийшов на поле в стартовому складі. Дебютним голом за гаянську збірну відзначився 16 листопада в переможному (4:2) поєдинку Ліга націй КОНКАКАФ проти Аруби.
У складі збірної був учасником розіграшу Золотого кубка КОНКАКАФ 2019 року у декілької країнах.

## Статистика виступів

### Клубна
Станом на 1 лютого 2020.
| Клуб                         | Сезон                        | Ліга                         | Ліга  | Ліга | Національний кубок | Національний кубок | Кубок ліги | Кубок ліги | Інші  | Інші | Загалом | Загалом |
| Клуб                         | Сезон                        | Дивізіон                     | Матчі | Голи | Матчі              | Голи               | Матчі      | Голи       | Матчі | Голи | Матчі   | Голи    |
| ---------------------------- | ---------------------------- | ---------------------------- | ----- | ---- | ------------------ | ------------------ | ---------- | ---------- | ----- | ---- | ------- | ------- |
| «Чарльтон Атлетик»           | 2010–11                      | Перша ліга                   | 3     | 0    | 0                  | 0                  | 0          | 0          | 0     | 0    | 3       | 0       |
| «Чарльтон Атлетик»           | 2011–12                      | Перша ліга                   | 0     | 0    | 0                  | 0                  | 0          | 0          | 0     | 0    | 0       | 0       |
| «Чарльтон Атлетик»           | 2012–13                      | Чемпіоншип                   | 14    | 2    | 0                  | 0                  | 0          | 0          | 0     | 0    | 14      | 2       |
| «Чарльтон Атлетик»           | 2013–14                      | Чемпіоншип                   | 28    | 5    | 5                  | 1                  | 1          | 0          | 0     | 0    | 34      | 6       |
| «Чарльтон Атлетик»           | 2014–15                      | Чемпіоншип                   | 21    | 1    | 0                  | 0                  | 2          | 0          | 0     | 0    | 23      | 1       |
| «Чарльтон Атлетик»           | 2015–16                      | Чемпіоншип                   | 20    | 3    | 0                  | 0                  | 1          | 0          | 0     | 0    | 21      | 3       |
| «Чарльтон Атлетик»           | Загалом з «Чарльтон Атлетик» | Загалом з «Чарльтон Атлетик» | 86    | 11   | 5                  | 1                  | 4          | 0          | 0     | 0    | 95      | 12      |
| «Колчестер Юнайтед» (оренда) | 2015–16                      | Перша ліга                   | 20    | 5    | 2                  | 2                  | 0          | 0          | 1     | 0    | 23      | 7       |
| «Редінг»                     | 2016–17                      | Чемпіоншип                   | 12    | 1    | 0                  | 0                  | 4          | 2          | 0     | 0    | 16      | 3       |
| «Редінг»                     | 2017–18                      | Чемпіоншип                   | 0     | 0    | 0                  | 0                  | 0          | 0          | 0     | 0    | 0       | 0       |
| «Редінг»                     | 2018–19                      | Чемпіоншип                   | 12    | 1    | 1                  | 0                  | 0          | 0          | 0     | 0    | 13      | 1       |
| «Редінг»                     | Загалом у «Редінгу»          | Загалом у «Редінгу»          | 24    | 2    | 1                  | 0                  | 4          | 2          | 0     | 0    | 29      | 4       |
| «Колчестер Юнайтед»          | 2019–20                      | Друга ліга                   | 17    | 2    | 1                  | 0                  | 2          | 0          | 1     | 0    | 21      | 2       |
| Усього за кар'єру            | Усього за кар'єру            | Усього за кар'єру            | 147   | 20   | 9                  | 3                  | 10         | 2          | 2     | 0    | 168     | 25      |

### У збірній
Станом на 19 листопада 2019.
| Національна збірна | Рік     | Матчі | Голи |
| ------------------ | ------- | ----- | ---- |
| Гаяна              | 2019    | 7     | 1    |
| Загалом            | Загалом | 7     | 1    |

### Голи за збірну
Рахунок та результат збірної Гаяни в таблиці подано на першому місці.
| №  | Дата              | Місце                                           | Суперник | Рахунок | Результат | Змагання                      |
| -- | ----------------- | ----------------------------------------------- | -------- | ------- | --------- | ----------------------------- |
| 1. | 15 листопада 2019 | Синтетик Трек енд Філд Фасиліті, Леонора, Гаяна | Аруба    | 2–2     | 4–2       | Ліга націй КОНКАКАФ Б 2019-20 |